# Danan (woreda)
Cet article concerne le district. Pour son chef-lieu, voir Danan.
Danan (ou Denan) est un woreda de l'est de l'Éthiopie situé dans la zone Shabelle de la région Somali. Ce district a 23 784 habitants en 2007 et porte le nom de son chef-lieu Danan ou Denan. Le woreda Elwayne de la zone Nogob s'en détache dans les années 2010.
Situé dans le nord de la zone Shabelle, le district est limitrophe des zones Nogob et Korahe.
Son chef-lieu, Danan ou Denan, se trouve environ 70 km au nord de Gode sur la route en direction de Kebri Dahar,.
| Hararey  | Horshagah | Bodaley      |
| Elwayne  | Denan     | Lasdhankayre |
| Berocano | Gode      | Elale        |

Avant le détachement d'Elwayne[Quand ?], le district s'étend vers l'est jusqu'aux woredas « Gudis » et « East Imi » regroupés en 2007 sous le nom d'Imiberi.
D'après le recensement national de 2007 réalisé par l'Agence centrale de la statistique d'Éthiopie dans le périmètre d'origine comprenant encore Elwayne, le district compte 23 784 habitants dont 26 % de citadins qui sont les 6 135 habitants de la ville de Danan. Presque tous les habitants sont musulmans.
En 2022, la population est estimée sur le même périmètre à 35 148 personnes avec une densité de population inférieure à sept personnes par km2 et 5 351 km2 de superficie.
Entre-temps, le détachement des 2 420 km2 d'Elwayne ainsi qu'un transfert moins important au bénéfice de Horshagah[à vérifier] réduisent Danan à  2 114 km2 en 2021.